# Waubacher Vliet
De Waubacher Vliet (Duits: Fleetgraben) is een zijbeek op de linkeroever van de Roode Beek. Ze ontstaat bij de Nederlandse plaats Waubach (gemeente Landgraaf) en mondt uit bij het Duitse Grotenrath (gemeente Geilenkirchen). Deze gekanaliseerde waterloop ontstaat op het plateau van Nieuwenhagen op een hoogte van circa 135 meter boven NAP en heeft als voornaamste functie het afvoeren van regenwater van dit plateau naar de lager gelegen gebieden ten noorden hiervan, het Geilenkirchener Lehmplatte. Ze heeft een lengte van circa vier kilometer. Vliet is Oudnederlands voor (kleine) waterloop.
De Waubacher Vliet ontstaat tussen de wijken Abdissenbosch en Namiddagsche Driessen en stroomt vervolgens noordwaarts door het landbouwgebied ten noorden van Waubach naar de Duitse grens nabij Scherpenseel. Op Duits grondgebied wordt de waterloop de Fleetgraben genoemd en het gebied waar ze doorheen stroomt wordt An der Flet genoemd. Bij Grotenrath verdwijnt de waterloop in een buis onder de hoofdstraat van dit dorp. Aan het noordelijk uiteinde van het dorp mondt ze ten slotte uit in de Roode Beek, die plaatselijk ook wel de Teverener Bach wordt genoemd.